# Apataxia
Apataxia is een geslacht van weekdieren uit de klasse van de Gastropoda (slakken).

## Soorten
- Apataxia cerithiiformis (Tryon, 1887)
- Apataxia eripona Laseron, 1956